# Alice Krige
Alice Maud Krige (Upington, 28 giugno 1954) è un'attrice sudafricana. È nota principalmente per aver interpretata la Regina Borg nell'universo fantascientifico di Star Trek.

## Biografia
Nel 1981 interpreta il ruolo di Sybil Gordon nel pluripremiato film Momenti di gloria. Nel 2005 recita nella pellicola horror Stay Alive. Nel 2010 interpreta fata Morgana nel film Disney L'apprendista stregone. Ricopre, inoltre, il ruolo del personaggio di Christabella nel lungometraggio Silent Hill. 
L'attrice impersona la Regina Borg all'interno dell'universo di Star Trek, nel 1996 nell'ottavo film Primo contatto (Star Trek: Firts Contact); nel 2001 nei due episodi conclusivi della settima stagione della serie televisiva Star Trek: Voyager, Fine del gioco (prima parte) (Endgame: Part 1) e Fine del gioco (seconda parte) (Endgame: Part 2); nel 2021, quando presta la voce al medesimo personaggio nell'episodio Io, Excretus (I, Excretus) della seconda stagione della serie animata Star Trek: Lower Decks; infine nel 2023, quando presta la voce alla Regina Borg negli ultimi due episodi della terza e conclusiva stagione della serie televisiva Star Trek: Picard, in cui il personaggio viene interpretato fisicamente dall'attrice Jane Edwina Seymour, Vox (Võx) e L'ultima generazione (The Last Generation).

## Vita privata
È sposata dal 1988 con lo sceneggiatore Paul Schoolman.

## Filmografia parziale

### Attrice

#### Cinema
- Momenti di gloria (Chariots of Fire), regia di Hugh Hudson (1981)
- Storie di fantasmi (Ghost Story), regia di John Irvin (1981)
- King David, regia di Bruce Beresford (1985)
- Barfly - Moscone da bar (Barfly), regia di Barbet Schroeder (1987)
- L'estate stregata (Haunted Summer), regia di Ivan Passer (1988)
- Ci penseremo domani (See You in the Morning), regia di Alan J. Pakula (1988)
- Spie, pasticci e bugie (Spies Inc.), regia di Antony Thomas (1989)
- I sonnambuli (Sleepwalkers), regia di Mick Garris (1992)
- Institute Benjamenta (Institute Benjamenta, or This Dream People Call Human Life), regia di Stephen e Timothy Quay (1995)
- Star Trek - Primo contatto (Star Trek: First Contact), regia di Jonathan Frakes (1996)
- Amanda, regia di Bobby Roth (1996)
- Habitat, regia di Rene Daalder (1997)
- Molokai: The Story of Father Damien, regia di Paul Cox (1999)
- Il mio amico vampiro (The Little Vampire), regia di Uli Edel (2000)
- The Calling - La chiamata (The Calling), regia di Richard Caesar (2000)
- Superstition, regia di Kenneth Hope (2001)
- Vallen, regia di Hans Herbots (2001)
- Il regno del fuoco (Reign of Fire), regia di Rob S. Bowman (2002)
- Shadow of Fear, regia di Rich Cowan (2004)
- Stay Alive, regia di William Brent Bell (2006)
- Silent Hill, regia di Christophe Gans (2006)
- Lonely Hearts, regia di Todd Robinson (2006)
- The Contract, regia di Bruce Beresford (2006)
- Ten Inch Hero, regia di David Mackay (2007)
- Skin, regia di Anthony Fabian (2008)
- The Betrayed, regia di Amanda Gusack (2008)
- Solomon Kane, regia di Michael J. Bassett (2009)
- L'apprendista stregone (The Sorcerer's Apprentice), regia di Jon Turteltaub (2010)
- Will, regia di Ellen Perry (2011)
- Jail Caesar, regia di Paul Schoolman (2012)
- Thor: The Dark World, regia di Alan Taylor (2013)
- Un principe per Natale (A Christmas Prince), regia di Alex Zamm (2017)
- Un principe per Natale - Matrimonio reale, regia di John Schultz (2018)
- Un principe per Natale - Royal baby, regia di John Schultz (2019)
- Gretel e Hansel, regia di Oz Perkins (2020)
- La baia del silenzio (The Bay of Silence), regia di Paula van der Oest (2020)
- She Will, regia di Charlotte Colbert (2021)
- Non aprite quella porta (Texas Chainsaw Massacre), regia di David Blue Garcia (2022)

#### Televisione
- Le due città (A Tale of Two Cities), regia di Jim Goddard – miniserie TV (1980)
- I Professionals (The Professionals) – serie TV, 1 episodio (1982)
- Arms and the Man, regia di Philip Casson – film TV (1983)
- Ellis Island - La porta dell'America (Ellis Island), regia di Jerry London – miniserie TV (1984)
- Wallenberg (Wallenberg: A Hero's Story), regia di Lamont Johnson – miniserie TV (1985)
- La signora in giallo (Murder, She Wrote) – serie TV, episodio 2x03 (1985)
- Una seconda opportunità (Second Serve), regia di Anthony Page – film TV (1986)
- Max e Helen (Max and Helen), regia di Philip Saville – film TV (1990)
- Il prezzo di un amore (Ladykiller), regia di Michael Scott – film TV (1992)
- Beverly Hills 90210 – serie TV, 1 episodio (1992)
- Jack Reed - Una questione d'onore (Jack Reed: Badge of Honor), regia di Kevin Connor – film TV (1993)
- Star Trek: Voyager – serie TV, episodi 7x25 e 7x26 (1995-2001)
- Oscuri sospetti (Donor Unknown), regia di John Harrison – film TV (1995)
- Giuseppe (Joseph), regia di Roger Young – miniserie TV (1995)
- L'orgoglio di un padre (Hidden in America), regia di Martin Bell – film TV (1996)
- Il seme della colpa (Indefensible: The Truth About Edward Brannigan), regia di Brian Dennehy – film TV (1997)
- In fondo al mio cuore (Deep in My Heart), regia di Anita Addison – film TV (1999)
- American Spy (In the Company of Spies), regia di Tim Matheson – film TV (1999)
- Becker – serie TV, episodio 1x15 (1999)
- Attila, l'unno (Attila), regia di Dick Lowry – miniserie TV (2001)
- Dinotopia, regia di Marco Brambilla – miniserie TV (2002)
- I figli di Dune (Children of Dune), regia di Greg Yaitanes – miniserie TV (2002)
- Six Feet Under – serie TV, 2 episodi (2002)
- Codice Matrix (Threat Matrix) – serie TV, 2 episodi (2003-2004)
- Il mistero di Natalie Wood (The Mystery of Natalie Wood), regia di Peter Bogdanovich – miniserie TV (2004)
- Deadwood – serie TV, 5 episodi (2005)
- Law & Order: Criminal Intent – serie TV, 1 episodio (2006)
- Persuasion, regia di Adrian Shergold – film TV (2007)
- L'ispettore Barnaby (Midsomer Murders) – serie TV, episodio 12x03 (2009)
- Spooks – serie TV, 6 episodi (2011)
- Tyrant – serie TV, 10 episodi (2014)
- NCIS - Unità anticrimine (NCIS: Naval Criminal Investigative Service) – serie TV, episodio 12x03 (2014)
- The OA – serie TV, 9 episodi (2016-2019)
- Carnival Row – serie TV, 9 episodi (2019-2023)

### Doppiatrice
- Vampiretto (The Little Vampire 3D), regia di Richard Claus e Karsten Kiilerich (2017)
- Star Trek: Lower Decks - seria animata, episodio 2x08 (2021) - Regina Borg
- Star Trek: Picard – serie TV, episodi 3x09-3x10 (2023) - Regina Borg

## Doppiatrici italiane
Nelle versioni in italiano delle opere in cui ha recitato, Alice Krige è stata doppiata da:
- Maria Pia Di Meo in I sonnambuli, Giuseppe, Attila - Il cuore e la spada
- Melina Martello in L'apprendista stregone, Wallenberg, Non aprite quella porta
- Daniela Debolini in Un principe per Natale, Un principe per Natale - Matrimonio reale, Un principe per Natale - Royal Baby
- Rossella Izzo in King David, Ellis Island - La porta dell'America
- Vittoria Febbi in Ci penseremo domani, Star Trek: Primo contatto
- Pinella Dragani in Lonely Hearts, Dinotopia
- Alessandra Korompay in Tyrant, The OA
- Mirta Pepe in Gretel e Hansel, La baia del silenzio
- Paola Bacci in Momenti di gloria
- Mavi Felli in Barfly - Moscone da bar
- Claudia Razzi in Amanda
- Cristiana Lionello in Silent Hill
- Roberta Greganti in The Contract
- Cristina Boraschi in La signora in giallo
- Angiola Baggi in I figli di Dune
- Cristina Giolitti in Law & Order: Criminal Intent
- Fabrizia Castagnoli in NCIS - Unità anticrimine
- Barbara Castracane in Carnival Row

Da doppiatrice è sostituita da:
- Anna Cesareni in Star Trek: Picard
- Laura Romano in Vampiretto